# Gran Premi de l'Azerbaidjan del 2017
El Gran Premi de l'Azerbaidjan de Fórmula 1 de 2017 va ser la vuitena carrera de la temporada 2017. Tindrà lloc del 23 al 25 de juny en el Circuit urbà de Bakú, a l'Azerbaidjan. Nico Rosberg va ser el vencedor de l'edició anterior, seguit per Sebastian Vettel i Sergio Pérez. Cap pilot en actiu ha guanyat en aquest circuit.

## Entrenaments lliures

### Primers lliures
Resultats
| Pos. | Nº | Pilot            | Equip/Motor          | Millor temps | Diferència | Compost | Voltes |
| ---- | -- | ---------------- | -------------------- | ------------ | ---------- | ------- | ------ |
| 1    | 33 | Max Verstappen   | Red Bull - TAG Heuer | 1:44.410     | —          | SS      | 19     |
| 2    | 3  | Daniel Ricciardo | Red Bull - TAG Heuer | 1:44.880     | +0.470     | SS      | 22     |
| 3    | 5  | Sebastian Vettel | Ferrari              | 1:44.967     | +0.557     | S       | 20     |
| 4    | 11 | Sergio Pérez     | Force India          | 1:45.398     | +0.988     | SS      | 16     |
| 5    | 44 | Lewis Hamilton   | Mercedes AMG         | 1:45.497     | +1.087     | SS      | 16     |

### Segons lliures
Resultats
| Pos. | Nº | Pilot            | Equip/Motor          | Millor temps | Diferència | Compost | Voltes |
| ---- | -- | ---------------- | -------------------- | ------------ | ---------- | ------- | ------ |
| 1    | 33 | Max Verstappen   | Red Bull - TAG Heuer | 1:43.362     | —          | SS      | 36     |
| 2    | 77 | Valtteri Bottas  | Mercedes AMG         | 1:43.461     | +0.100     | SS      | 32     |
| 3    | 3  | Daniel Ricciardo | Red Bull - TAG Heuer | 1:43.473     | +0.111     | SS      | 34     |
| 4    | 7  | Kimi Räikkönen   | Ferrari              | 1:43.489     | +0.127     | SS      | 35     |
| 5    | 5  | Sebastian Vettel | Ferrari              | 1:43.615     | +0.253     | SS      | 35     |

### Tercers lliures
Resultats
| Pos. | Nº | Pilot            | Equip/Motor          | Millor temps | Diferència | Compost | Voltes |
| ---- | -- | ---------------- | -------------------- | ------------ | ---------- | ------- | ------ |
| 1    | 77 | Valtteri Bottas  | Mercedes AMG         | 1:42.742     | —          | SS      | 21     |
| 2    | 7  | Kimi Räikkönen   | Ferrari              | 1:42.837     | +0.095     | SS      | 14     |
| 3    | 44 | Lewis Hamilton   | Mercedes AMG         | 1:43.158     | +0.416     | SS      | 23     |
| 4    | 3  | Daniel Ricciardo | Red Bull - TAG Heuer | 1:43.287     | +0.545     | SS      | 24     |
| 5    | 31 | Esteban Ocon     | Force India          | 1:43.344     | +0.602     | SS      | 21     |

## Classificació
Resultats
| Pos. | Nº | Pilot             | Equip-motor             | Part 1   | Part 2   | Part 3   | Graella |
| ---- | -- | ----------------- | ----------------------- | -------- | -------- | -------- | ------- |
| 1    | 44 | Lewis Hamilton    | Mercedes AMG            | 1:41.983 | 1:41.275 | 1:40.593 | 1       |
| 2    | 77 | Valtteri Bottas   | Mercedes AMG            | 1:43.026 | 1:41.502 | 1:41.027 | 2       |
| 3    | 7  | Kimi Räikkönen    | Ferrari                 | 1:42.678 | 1:42.090 | 1:41.693 | 3       |
| 4    | 5  | Sebastian Vettel  | Ferrari                 | 1:42.952 | 1:41.911 | 1:41.841 | 4       |
| 5    | 33 | Max Verstappen    | Red Bull - TAG Heuer    | 1:42.544 | 1:41.961 | 1:41.879 | 5       |
| 6    | 11 | Sergio Pérez      | Force India             | 1:43.162 | 1:42.467 | 1:42.111 | 6       |
| 7    | 31 | Esteban Ocon      | Force India             | 1:43.051 | 1:42.751 | 1:42.186 | 7       |
| 8    | 18 | Lance Stroll      | Williams Martini Racing | 1:43.613 | 1:42.284 | 1:42.753 | 8       |
| 9    | 19 | Felipe Massa      | Williams Martini Racing | 1:43.165 | 1:42.735 | 1:42.798 | 9       |
| 10   | 3  | Daniel Ricciardo  | Red Bull - TAG Heuer    | 1:42.857 | 1:42.215 | 1:43.414 | 10      |
| 11   | 26 | Daniil Kvyat      | Scuderia Toro Rosso     | 1:42.927 | 1:43.489 |          | 11      |
| 12   | 55 | Carlos Sainz      | Scuderia Toro Rosso     | 1:43.489 | 1:43.347 |          | 15      |
| 13   | 20 | Kevin Magnussen   | Haas F1 Team            | 1:44.029 | 1:43.796 |          | 12      |
| 14   | 27 | Nico Hülkenberg   | Renault                 | 1:43.930 | 1:44.267 |          | 13      |
| 15   | 94 | Pascal Wehrlein   | Sauber F1 Team          | 1:44.317 | 1:44.603 |          | 14      |
| 16   | 14 | Fernando Alonso   | McLaren F1 Team         | 1:44.334 |          |          | 19      |
| 17   | 8  | Romain Grosjean   | Haas F1 Team            | 1:44.468 |          |          | 16      |
| 18   | 9  | Marcus Ericsson   | Sauber F1 Team          | 1:44.795 |          |          | 17      |
| 19   | 2  | Stoffel Vandoorne | McLaren F1 Team         | 1:45.030 |          |          | 18      |
| 20   | 30 | Jolyon Palmer     | Renault                 |          |          |          | NVQ     |

## Carrera
Resultats
| Pos. | Nº | Pilot             | Equip-motor             | Voltes | Temps/Retirat             | Graella | Punts |
| ---- | -- | ----------------- | ----------------------- | ------ | ------------------------- | ------- | ----- |
| 1    | 3  | Daniel Ricciardo  | Red Bull - TAG Heuer    | 51     | 2:03:55.573               | 10      | 25    |
| 2    | 77 | Valtteri Bottas   | Mercedes AMG            | 51     | +3.904                    | 2       | 18    |
| 3    | 18 | Lance Stroll      | Williams Martini Racing | 51     | +4.009                    | 8       | 15    |
| 4    | 5  | Sebastian Vettel  | Ferrari                 | 51     | +5.976                    | 4       | 12    |
| 5    | 44 | Lewis Hamilton    | Mercedes AMG            | 51     | +6.188                    | 1       | 10    |
| 6    | 31 | Esteban Ocon      | Force India             | 51     | +30.298                   | 7       | 8     |
| 7    | 20 | Kevin Magnussen   | Haas F1 Team            | 51     | +41.753                   | 12      | 6     |
| 8    | 55 | Carlos Sainz      | Scuderia Toro Rosso     | 51     | +49.400                   | 15      | 4     |
| 9    | 14 | Fernando Alonso   | McLaren F1 Team         | 51     | +59.551                   | 19      | 2     |
| 10   | 94 | Pascal Wehrlein   | Sauber F1 Team          | 51     | +1:29.093                 | 14      | 1     |
| 11   | 9  | Marcus Ericsson   | Sauber F1 Team          | 51     | +1:31.794                 | 17      |       |
| 12   | 2  | Stoffel Vandoorne | McLaren F1 Team         | 51     | +1:32.160                 | 20      |       |
| 13   | 8  | Romain Grosjean   | Haas F1 Team            | 50     | +1 volta                  | 16      |       |
| 14   | 7  | Kimi Räikkönen    | Ferrari                 | 46     | +5 voltes / danys         | 3       |       |
| Ret  | 11 | Sergio Pérez      | Force India             | 39     | Fuita d'oli               | 6       |       |
| Ret  | 19 | Felipe Massa      | Williams Martini Racing | 25     | Suspensió                 | 9       |       |
| Ret  | 27 | Nico Hülkenberg   | Renault                 | 24     | Accident                  | 13      |       |
| Ret  | 33 | Max Verstappen    | Red Bull - TAG Heuer    | 12     | Problema elèctric / motor | 5       |       |
| Ret  | 26 | Daniil Kvyat      | Scuderia Toro Rosso     | 9      | Bateria                   | 11      |       |
| Ret  | 30 | Jolyon Palmer     | Renault                 | 7      | Motor                     | 18      |       |

## Classificacions després de la carrera
| Pos. | Pilot            | Punts | Canvis de posició |
| ---- | ---------------- | ----- | ----------------- |
| 1    | Sebastian Vettel | 153   | =                 |
| 2    | Lewis Hamilton   | 139   | =                 |
| 3    | Valtteri Bottas  | 111   | =                 |
| 4    | Daniel Ricciardo | 92    | 1                 |
| 5    | Kimi Räikkönen   | 73    | 1                 |

| Pos. | Constructor             | Punts | Canvis de posició |
| ---- | ----------------------- | ----- | ----------------- |
| 1    | Mercedes AMG            | 250   | =                 |
| 2    | Ferrari                 | 226   | =                 |
| 3    | Red Bull - TAG Heuer    | 137   | =                 |
| 4    | Force India             | 79    | =                 |
| 5    | Williams Martini Racing | 37    | 1                 |